# Hvidehavskanalen
Hvidehavskanalen (russisk: Беломорско-Балтийский канал, tr. Belomorsko-Baltijskij kanal; kort russisk: Беломорканал, ББК, tr. Belomorkanal, BBK), der åbnede den 2. august 1933, er en kanal, som forbinder Hvidehavet med Østersøen nær Sankt Petersborg. Kanalens oprindelige navn var Беломорско-Балтийский канал имени Сталина (dansk: Hvidehavet-Østersøen kanalen, Stalin). Under kanalens konstruktion døde 12.000, Gulagfanger ifølge officielle oplysninger.
Kanalen løber delvist langs flere floder og to søer, Onegasøen og Vygozerosøen. Den totale længde af ruten er 227 km, hvoraf kanalen udgør omkring 37,1 km (ifølge andre kilder 43 km eller 48 km) og 19 sluser. I 1940 var mængden af trafik omkring en million tons, som var 44% af kapaciteten. I sejlsæsonerne 2008-2010 var det planlagt sluserne skulle fungere fra den 20. maj indtil 15./30. oktober, hvilket giver 148-163 sejldage pr. år. Kanalens økonomiske potentiale er begrænset af dens begræsede dybde på 4 m[kilde mangler] og den korte tid den er isfri, der forhindrer mange fartøjer i at bruge kanalen[kilde mangler].
Sovjetunionen præsenterede kanalen som et eksempel på den første femårsplans succes[kilde mangler]. Kanalen blev bygget i løbet af 20 måneder mellem 1931 og 1933 og blev færdig fire måneder før planlagt[kilde mangler]. Efter opførelsen blev 12.000 fanger løsladt som en belønning for deres indsats. Samtidigt omkom omkring 12.000 arbejdere under byggeprocessen, i henhold til de officielle registre, mens der i følge Pulitzerprisvindren Anne Applebaums skøn var 25.000 dødsfald. Dissidenten Aleksandr Solsjenitsyn har fremsat ubekræftede påstande om at 250.000 ud af 350.000 bygningsarbejdere mistede livet i byggeperioden.

## Literatur
- Anne Applebaum (2003): Gulag: A History, London: Penguin, 677 sider ISBN 0-7679-0056-1 (på danske biblioteker Arkiveret 21. september 2013 hos  Wayback Machine) (hentet 2013-07-14) (engelsk)
- Paul R. Gregory, Valery Lazarev and V. V. Lazarev: Economics of Forced Labor: The Soviet Gulag, Hoover Institute Press, October, 2003, trade paperback, 356 sider, ISBN 0-8179-3942-3 På danske biblioteker (Webside ikke længere tilgængelig)
- Cynthia A. Ruder: Making History for Stalin: The Story of the Belomor Canal, University Press of Florida, 1998, 284 sider, ISBN 0-8130-1567-7 På danske biblioteker (Webside ikke længere tilgængelig)